# Turco-calvinismo
Turco-calvinismo o calvino-turquismo es el término dado historiográficamente a las alianzas islamoprotestantes de los siglos XVI y XVII entre los calvinistas europeos y el imperio otomano. Estos encuentros tuvieron lugar principalmente en un marco de oposición a la Casa de Habsburgo y su doctrina católica, y se enmarcan en la animadversión hacia los Habsburgo españoles y la simpatía hacia los otomanos de Martín Lutero. 

## Historia
El encuentro entre calvinistas y turcos sucede simultáneamente con los enfrentamientos iconoclastas de 1567, que dieron lugar a la Guerra de los Ochenta Años. El imperio otomano se encontraba en aquel momento en lucha con los Habsburgo por el control de Europa central. En cierta manera, esta peculiar alianza se ve como una continuación de la escandalosa alianza franco-otomana establecida por el rey Francisco I de Francia a principios de siglo. Francia, como país católico, estaba nominalmente opuesta a los poderes protestantes del norte de Europa, pero esto no le impidió unirse a ellos en numerosas ocasiones.
Las Provincias Unidas de los Países Bajos estuvieron estrechamente unidas al imperio otomano. Se intercambiaron embajadas y llegó a establecerse un centro de comercio turco oficiado por griegos en Amberes. Esta conexión estimuló el desarrollo de Amberes por un tiempo antes de que las tropas católicas de Alejandro Farnesio tomasen la ciudad. En 1612, los holandeses ya habían construido una embajada formal otomana, siguiendo la estela de Francia e Inglaterra.